# Almora (Distrikt)
Der Distrikt Almora (Hindi अल्मोड़ा जिला) ist ein Distrikt des indischen Bundesstaats Uttarakhand. Sitz der Distriktverwaltung ist Almora.

## Geografie

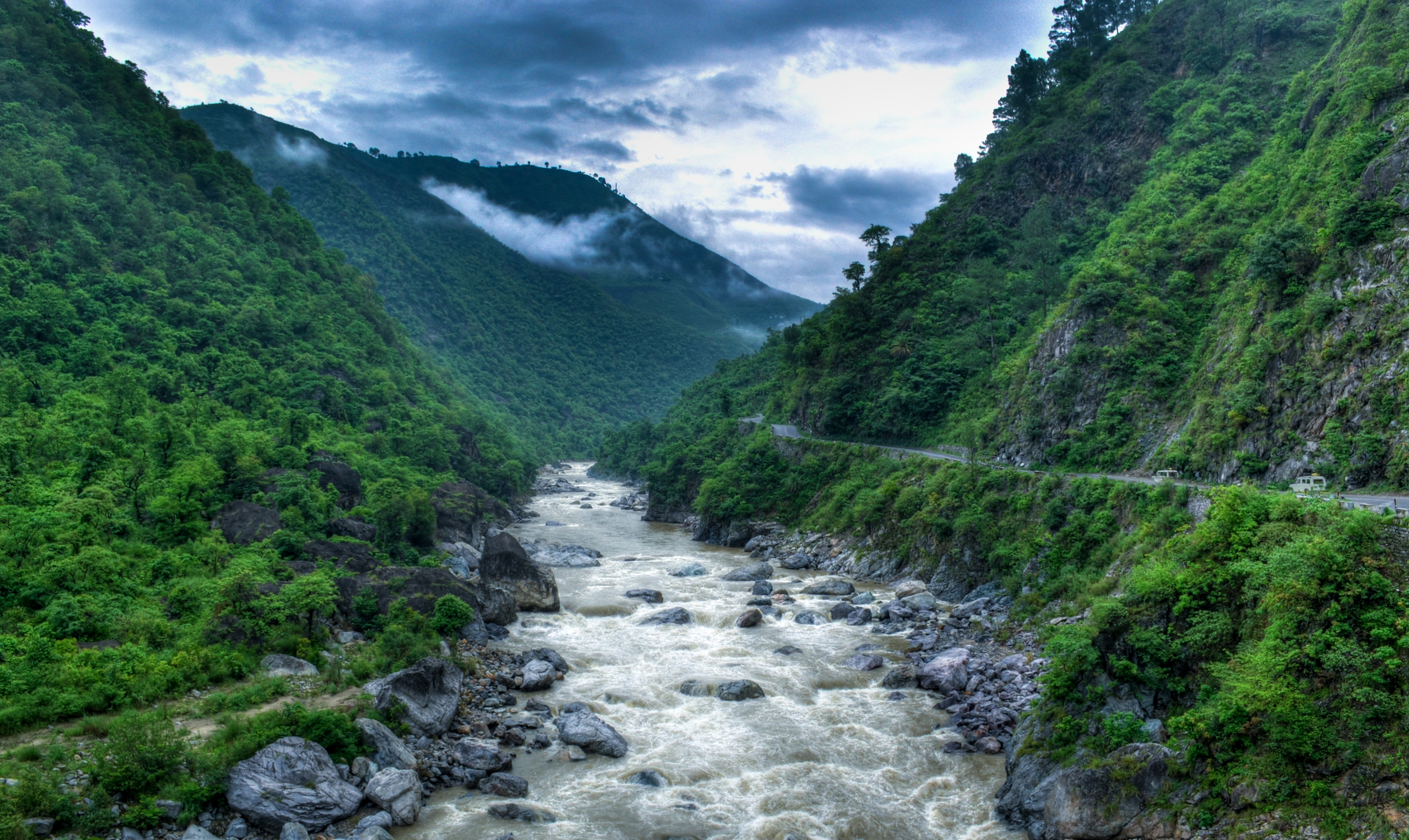
Flusstal des Kosi nahe Almora

Der Distrikt Almora liegt im Kumaon-Himalaya in der Division Kumaon im Südosten von Uttarakhand. Nachbardistrikte sind Pithoragarh, Bageshwar und Chamoli im Norden, Pauri Garhwal im Westen, Nainital im Süden sowie Champawat im Südosten. Der östliche Teil des Distrikts wird über den Sarju entwässert. Der zentrale Teil wird vom Kosi, einem linken Nebenfluss der Ramganga, durchflossen. Den westlichen Teil von Almora durchströmt die Ramganga. Die Fläche des Distrikts Almora beträgt 3144 km².

## Bevölkerung
Nach der Volkszählung 2011 hatte der Distrikt Almora 622.506 Einwohner.